# Santarémparakit
Santarémparakit (Pyrrhura amazonum) är en fågel i familjen västpapegojor inom ordningen papegojfåglar.

## Utbredning och systematik
Fågeln delas in i tre underarter med följande utbredning:
- P. a. amazonum (inklusive microtera) – östra amazonska Brasilien, söder om Amazonfloden från västra banken av Rio Tapajós österut till Rio Tocantins samt på norra banken av Amazonfloden motsatt Rio Tapajós-deltat
- P. a. snethlageae – Rio Madeiras avrinningsområden i Brasilien och norra Bolivia
- P. a. lucida – norra Mato Grosso i Brasilien (utmed floderna Teles Peres och Peixote de Azuvedo

Underarterna snethlageae och lucida urskiljs av Birdlife International som egen art, "madeiraparakit" (officiellt svenskt namn saknas). 

## Status
IUCN bedömer hotstatus enligt Birdlife Internationals taxonomi, snethlageae (inklusive lucida) som livskraftig och amazonum (inklusive lucida) som nära hotad.